# Polistes gallicus
Espèce
Polistes gallicus est une espèce d'insectes hyménoptères, une guêpe sociale du genre Polistes.

## Description

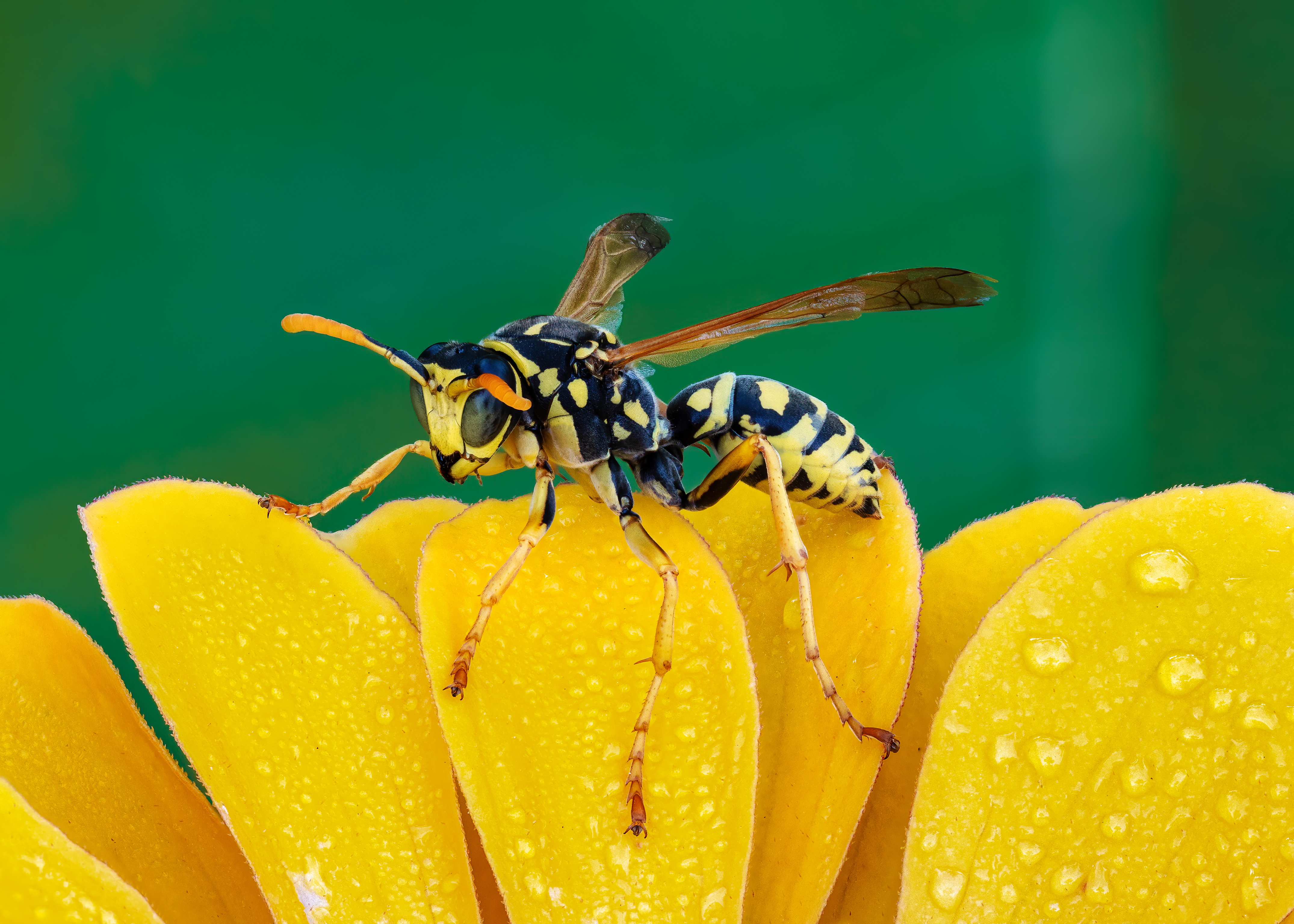
Une polistes gallicus sur une fleur humide. Septembre 2020.

Plus élancées que les guêpes communes, les polistes s'en distinguent par leurs longues pattes traînantes en vol, leur taille plus longue, par le port des ailes différent, et surtout par leurs antennes en massue orangée.

## Liste des sous-espèces
Selon Catalogue of Life (22 octobre 2013) :
- Sous-espèce Polistes gallicus bucharensis (Erichs.)

## Espèce proche
- Polistes dominula avec laquelle elle a été longtemps confondue.